# Flaga Rotterdamu
Flaga Rotterdamu – została przyjęta 10 lutego 1949 roku. Składa się ona z trzech poziomych pasów o identycznych wymiarach, ułożonych w sekwencji kolorów: zielony, biały, zielony. Barwy te znajdują się także w herbie Rotterdamu. Stosunek flagi to 2:3.
Kolory zielony i biały są tradycyjnymi barwami Rotterdamu od okresu średniowiecza. Na przestrzeni wieków na fladze zmieniała się tylko liczba poziomych pasów, barwy zaś pozostały niezmienione.
Kolor zielony odnosi się do posiadłości Hof van Wena, natomiast biały symbolizuje rzekę Rotte.